# 王麗娜
王 麗娜（おう れいな、簡体中国語: 王丽娜、ラテン文字転写: Wang Lina、1978年2月5日 - ）は、中華人民共和国の元バレーボール選手。元中国代表。

## 来歴
- クラブチーム

黒竜江省伊春市出身。1996年、八一女子排球入団。12年間在籍し、中国スーパーリーグで優勝1回、準優勝5回の成績を残した。2001/02シーズンの中国スーパーリーグでは優勝へ導いた。2002/03シーズンの中国スーパーリーグではMVPに選ばれた。2011/12シーズンには広東恒大女子排球でプレーし、現役を引退した。
- 代表チーム

1996年、シニア代表に初選出。同年のアトランタ五輪に出場し銀メダルを獲得。1998年、世界選手権に出場し銀メダルを獲得した。同年のバンコクアジア競技大会で金メダルを獲得した。1999年、ワールドカップに出場した。2000年、シドニー五輪に出場した。2003年、代表復帰するとワールドカップで金メダルを獲得した。2004年、アテネ五輪に出場し金メダルを獲得した。

## 球歴
- オリンピック - 1996年、2000年、2004年
- 世界選手権 - 1998年
- ワールドカップ - 1999年、2003年
- グラチャン - 1997年
- アジア選手権 - 2003年
- ワールドグランプリ - 1996年、1997年、1998年、1999年、2000年、2003年、2004年

## 受賞歴
- 1997年　1996/97中国スーパーリーグ　ベストスコアラー賞
- 1999年　1998/99中国スーパーリーグ　ベストサーバー賞
- 2002年　2001/02中国スーパーリーグ　ベストサーバー賞
- 2003年　2002/03中国スーパーリーグ　MVP
- 2004年　2003/04中国スーパーリーグ　ベストサーバー賞
- 2005年　2004/05中国スーパーリーグ　ベストサーバー賞

## 所属クラブ
- 八一女子排球（1996-2008年）
- 広東恒大女子排球（2011-2012年）